# Republika Rossono
Republika Rossono (ros. Республика Россоно) – nieformalna nazwa partyzanckiego organizmu administracyjnego w okupowanym obwodzie kalininskim podczas II wojny światowej, aspirującego do rangi państwa. W skład oddziału i administracji wchodzili Białorusini, Łotysze, czy Litwini, w szczytowym momencie około tysiąca bojowników. Najwięcej informacji o projekcie, przekazał współpracujący z Niemcami Dymitrij Karow.

## Kontrola terytorialna
Republika nigdy nie objęła swoim zasięgiem miasta powiatowego Rossony, od którego wzięła nazwę. Początkowo rozciągała się na trudno dostępne obszary leśne obejmujące 20 wiosek, a po niemieckiej ofensywie w lutym 1943 roku jedynie kilka osiedli.

## Historia

### Powstanie
Jesienią 1942 r. kilka wsi (m.in. Idrica) leżących nad rzeką Rossoń w lasach obwodu kalininskiego utworzyło tzw. Republikę Rossono, niezależną zarówno od Niemców, jak też Sowietów. Pełna nazwa brzmiała: „Wolna Republika Radziecka Rossono bez Niemców, Stalina i komunistów”. Oprócz miejscowych chłopów we wsiach przebywała duża liczba dezerterów z Armii Czerwonej i antypartyzanckich oddziałów kolaboracyjnych w służbie niemieckiej. Liczebność republiki wynosiła prawdopodobnie kilkanaście tysięcy mieszkańców. Najważniejsze decyzje podejmowała Rada Republiki. Funkcję przywódcy sprawował Łotysz Nikołaj Libih (Libik), zaś naczelnika policji i premiera Stepan Griaznow. Obaj zginęli w marcu 1943 r.

### Likwidacja

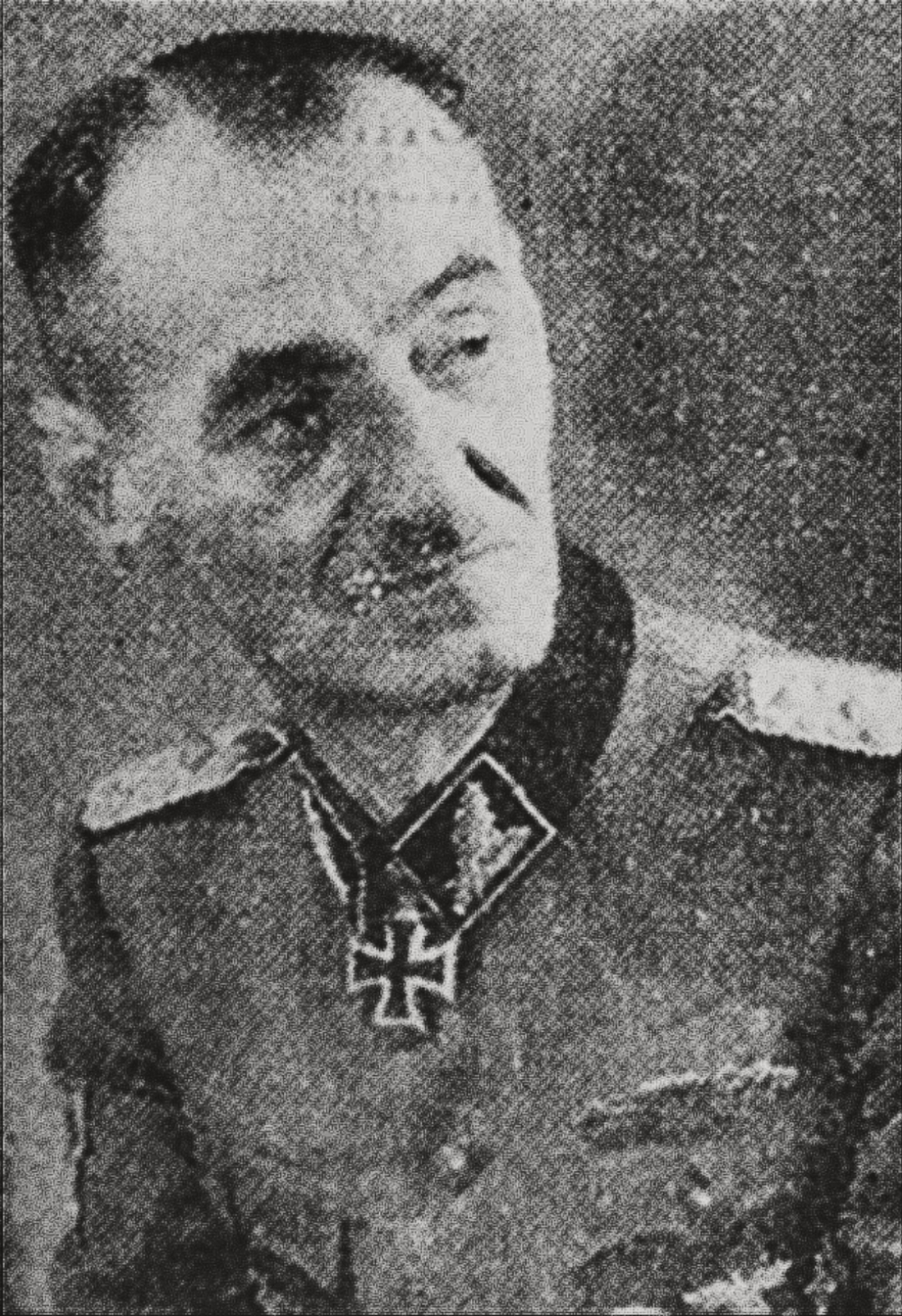
Oskar Dirlewanger, którego ofensywa zniszczyła podstawy istnienia republiki

Poważny cios partyzantom zadał Wehrmacht w ramach Operacji Winterzauber, rozpoczętej 15 lutego 1943 roku. Operacją dowodził Oskar Dirlewanger, a wzięły w niej udział kolaborujące oddziały łotewskie, litewskie i ukraińskie. Pozostałości republiki, dowodzone przez Martynowskiego, zostały zlikwidowane przez Sowietów w sierpniu tego roku. Najpierw wsie zostały zbombardowane przez lotnictwo Armii Czerwonej, a następnie zrzucono bardzo dobrze uzbrojony i liczny oddział powietrznodesantowy Centralnego Sztabu Ruchu Partyzanckiego, który zniszczył całkowicie wszystkie wsie i zabił schwytanych mieszkańców.

## Najważniejsi dowódcy
- Nikołaj Libih
- Stepan Griaznow
- Martynowski